# Sabelvingad piha
Sabelvingad piha (Lipaugus uropygialis) är en fågel i familjen kotingor inom ordningen tättingar.

## Utseende och läte
Sabelvingad piha är en 26–30 cm lång färglöst grå kotinga med relativt lång stjärt. Ovansidan är mörkare, med sotfärgade vingar. Den är rostfärgad på buk och övergump, men det kan vara svårt att se på sittande fågel. Hanen har smala och kraftigt böjda handpennor, därav namnet. Lätet är ett ljudligt och varierande skri likt en Aratinga-parakit, med varje utbrott bestående av kraftigt stigande och fallande toner.

## Utbredning och systematik
Fågeln förekommer i södra Peru (Cordillera Apolobamba i Puno) och västra Bolivia. Den behandlas som monotypisk, det vill säga att den inte delas in i några underarter.

## Status
Arten är endast känd från några få lokaler och har ett begränsat utbredningsområde som dessutom minskar i omfång på grund av skogsavverkning. Fågeln är därför upptagen på internationella naturvårdsunionen IUCN:s röda lista över hotade arter, kategoriserad som sårbar (VU). Världspopulationen uppskattas bestå av 600–1700 vuxna individer.